# Baby pop
Baby pop es el nombre del álbum de la cantante francesa France Gall, que tuvo mucho éxito principalmente con sus canciones de género yeyé. La realización de este álbum se hizo con la ayuda de Alain Goraguer, que había puesto su orquesta para realizar más temas que había solicitado la cantante para su nuevo lanzamiento. En octubre de 1966 se hace el lanzamiento del álbum en formato de disco de vinilo, y recorre todo el país de Francia. Más tarde alcanzó el éxito en Estados Unidos, Reino Unido, Italia, Argentina y España.
Además, también aumenta la popularidad para France Gall, que había ganado el Eurovision 1965 por la canción «Poupée de cire, poupée de son», escrita por Serge Gainsbourg, quien también escribe canciones para este álbum, como «Baby pop» que fue más reconocida. Luego Serge Gainsbourg se dedica su carrera como actor y escribir canciones como «Boum badaboum» para Minouche Barelli.

## Lista de canciones
Lado "A"
| N.º | Título                   | Letras           | Música           | Duración |  |
| 1.  | «Baby pop»               | Serge Gainsbourg | Serge Gainsbourg | 3:25     |  |
| 2.  | «Faut-il que je t'aime»  | Maurice Vidalin  | Jacques Datin    | 2:13     |  |
| 3.  | «Le temps de la rentrée» | Robert Gall      | Patrice Gall     | 1:37     |  |
| 4.  | «Attends ou va-t'en»     | Serge Gainsbourg | Serge Gainsbourg | 2:35     |  |
| 5.  | «Mon bateau de nuit»     | Pierre Delanoë   | Alain Goraguer   | 2:33     |  |
| 6.  | «L'Amérique»             | Eddy Marnay      | Guy Magenta      | 2:23     |  |

Lado "B"
| N.º | Título                              | Letras           | Música                             | Duración |  |
| 1.  | «Cet air-là»                        | Robert Gall      | Alain Goraguer                     | 2:35     |  |
| 2.  | «C'est pas facile d'être une fille» | Pierre Delanoë   | Guy Magenta, Jean-Pierre Bourtayre | 2:36     |  |
| 3.  | «Nous ne sommes pas des anges»      | Serge Gainsbourg | Serge Gainsbourg                   | 2:45     |  |
| 4.  | «On se ressemble toi et moi»        | Robert Gall      | Claude-Henri Vic                   | 2:49     |  |
| 5.  | «Deux oiseaux»                      | Robert Gall      | André Popp                         | 2:26     |  |
| 6.  | «Et des baisers»                    | Robert Gall      | Alain Goraguer                     | 2:20     |  |